# Velours d'Amiens
Le velours d'Amiens est une production textile propre à la ville d'Amiens dans la Somme, en Picardie. L’ennoblissement et le façonnage du velours d’ameublement consistent à gaufrer le velours à l’aide d’un cylindre et d’imprimer en relief à la planche de cuivre.

## Histoire

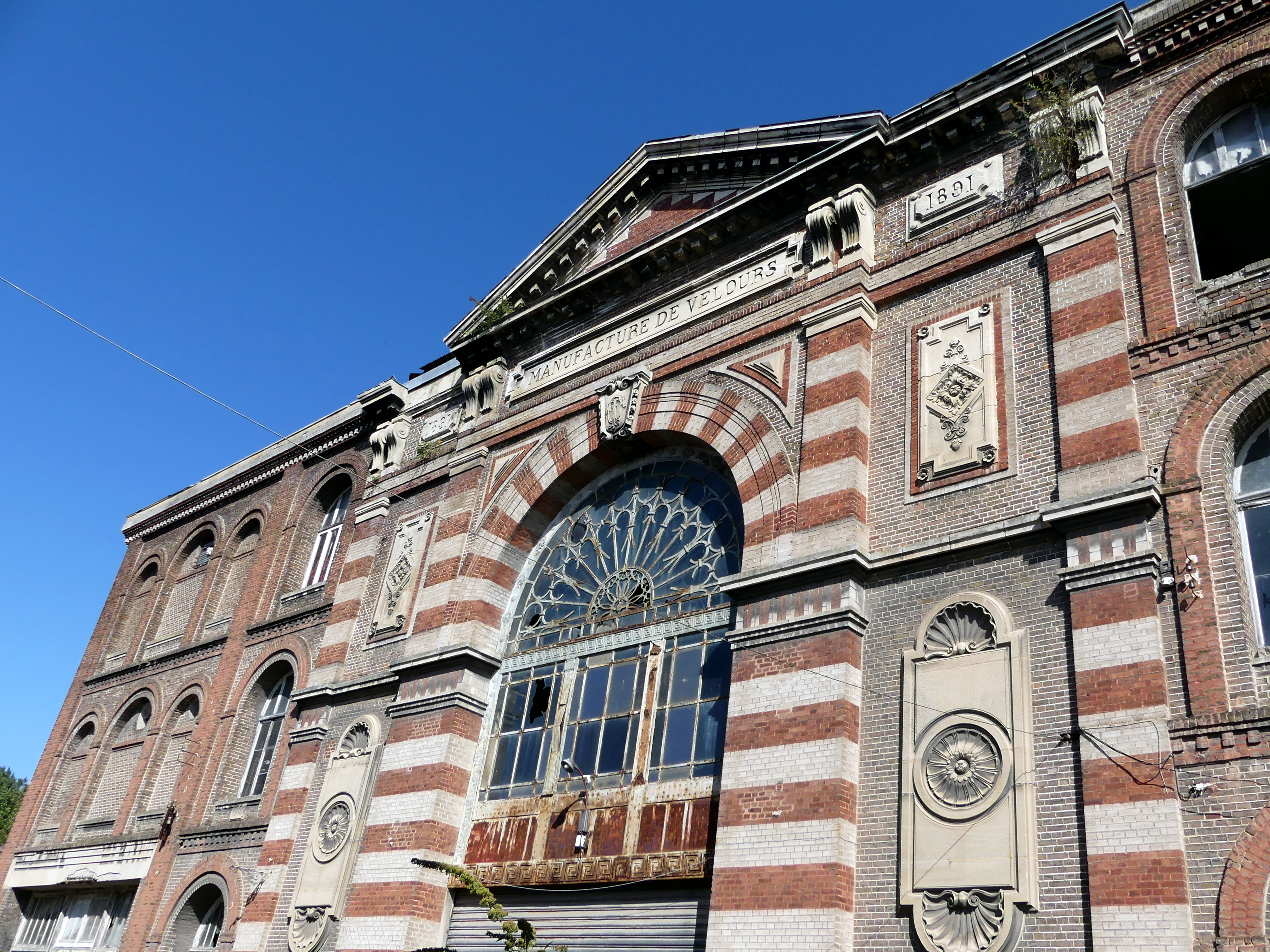
Un bâtiment de l'ancienne manufacture de velours Cosserat à Amiens.

La ville d’Amiens était depuis le Moyen Âge renommée pour sa production drapière, renommée acquise, en outre,  grâce à la culture de la waide qui permettait d'obtenir de la teinture bleue. Le velours n’apparut qu’au XVIIe siècle. Il était alors fabriqué à partir de lin et de mohair, appelé Velours d'Utrecht. Il est utilisé dans l’ameublement.
La première Manufacture royale d’Amiens fut ainsi créée en 1755 par Alexandre Bonvallet, qui y développa l’impression en relief. Dès lors, les productions d’Amiens rivalisèrent avec les Velours de Gênes, très prisés à l’époque. La manufacture devint vite connue et reconnue, Napoléon Ier vint même la visiter. Au XIXe siècle, l’entreprise abandonna le procédé d’impression en relief, qui se fit désormais en région parisienne, et se tourna vers le velours d’habillement. 
En 1765, en France, une manufacture amiénoise, Morgan et Delahaye, se lança dans la fabrication du velours de coton pour les vêtements et du « velours d'Utrecht » pour l'ameublement. Elle connut un tel succès qu'elle domina la production industrielle de la ville d'Amiens pendant deux siècles.
En 1998, Yves Benoît, père de l’actuel dirigeant de l’Atelier Benoît Toscan, entreprit de relancer l’impression sur velours à Amiens face à la demande des tapissiers d’ameublement. Il ressortit alors les 350 cylindres et 120 planches de cuivre des XVIIIe siècle, XIXe siècle et XXe siècle des anciennes Manufactures royales. D’autres cylindres furent également gravés à la demande de clients. Quant aux calandres de gaufrage à cylindre utilisées, ce sont également celles qui ont fonctionné dans les anciennes Manufactures d’Amiens.
En France, une seule autre entreprise gaufre le velours au cylindre, mais aucune autre n’imprime en relief selon le procédé amiénois des Manufactures royales, à la planche de cuivre.

## Velours gaufré
Le velours utilisé est un velours Mohair, dit d’Utrecht. Il est gaufré au cylindre. C’est un processus qui fait appel à des étapes préalables. Le velours est d’abord mis en barque, dégraissé, teinté, séché et tondu. Une fois cela réalisé, le cylindre est monté, réglé. Il va ensuite monter en température, et une fois celle-ci atteinte, le velours est passé dessous.

## Velours imprimé
La préparation du velours pour l’impression en relief suit le même procédé que pour le gaufrage (mise en barque, dégraissage, teinte, séchage, tonte). L’impression se fait ensuite à l’aide d’une pâte, qu’il faut préparer et en garnir la planche en cuivre. Le velours est ensuite posé dessus. Une presse chaude procède alors à l’impression. 